# 진고개 (강원특별자치도)
진고개(Jingogae)는 강원특별자치도 평창군 대관령면과 강릉시 연곡면을 잇는 백두대간의 고개다. 높이는 해발 960m이다. 국도 제6호선과 국도 제59호선이 이 고개를 지난다.